# V.Premier League
V.Premier League é a Liga Japonesa de Voleibol de alto nível, com competições tanto para homens quanto para mulheres, ambas organizadas pela Associação Japonesa de Voleibol. O termo V.League é utilizado para designar a liga de clubes de voleibol de alguns países asiáticos a exemplo do Japão, que entre as temporadas de 1967–68 e 1993–94 usava como título do campeonato Liga Japonesa de Voleibol. Posteriormente, de 1994–95 até 2005–06, o torneio foi renomeado para V.League, adotando a designação atual a partir da temporada 2006–07.

## Clubes 2018/2019
A Liga é atualmente composta pelos seguintes clubes:
Clubes de Voleibol Masculino (10 equipes)
- Panasonic Panthers
- Suntory Sunbirds
- Jtekt Stings
- Toyoda Gosei Trefuerza
- JT Thunders
- Osaka Blazers Sakai
- Toray Arrows
- FC Tokyo
- VC Nagano Trident
- Oita Miyoshi Weisse Adler

Clubes de Voleibol Feminino (11 equipes)
Conferência Oeste ː
- Toyota Auto Body Queenseis
- JT Marvelous
- Hisamitsu Springs
- Toray Arrows
- Okayama Seagulls

Conferência Leste ː
- NEC Red Rockets
- Denso Airybees
- Hitachi Rivale
- Ageo Medics
- Kurobe AquaFairies
- PFU BlueCats